# Lise-Lotte Djerf
Lise-Lotte Djerf, född 17 mars 1963, är en svensk bågskytt. Hon deltog vid olympiska sommarspelen 1992.